# Тамой
Тамой — один з 18 мукімів (районів) округи (даера) Бруней-Муара, Бруней.

## Райони
- Кампонг Уйонг Букіт
- Кампонг Лімбонган
- Кампонг Пенгіран Бендаара Лама
- Кампонг Пенгіран Керма Індера Лама
- Кампонг Пенгіран Тайудін Нітам
- Кампонг Тамоі Тенга
- Кампонг Тамоі Уйонг